# Epopeia de Guilgameix
L'Epopeia de Guilgameix o Poema de Guilgameix és un poema èpic sumeri que descriu les aventures del rei mític Guilgameix d'Uruk. És considerat l'obra literària mesopotàmica més important. El seu origen es remunta a fa uns 4.700 anys, per la qual cosa és considerat com el més antic del món. Va ser escrit amb escriptura cuneïforme en tauletes d'argila, fet que n'afavorí la conservació. La influència d'aquesta epopeia es pot detectar en certes narracions de l'Antic Testament, en l'Odissea d'Homer, així com en els treballs d'Hèracles i en gran part de la literatura índia.
N'hi ha diverses versions, ja que el poema del Guilgameix va ser fixat a partir de diferents versions que circulaven en forma de literatura oral. La versió que es considera estàndard prové de les tauletes del rei Assurbanipal. La versió més completa que es preserva actualment consta de dotze taules d'argila.

## Origen de la història

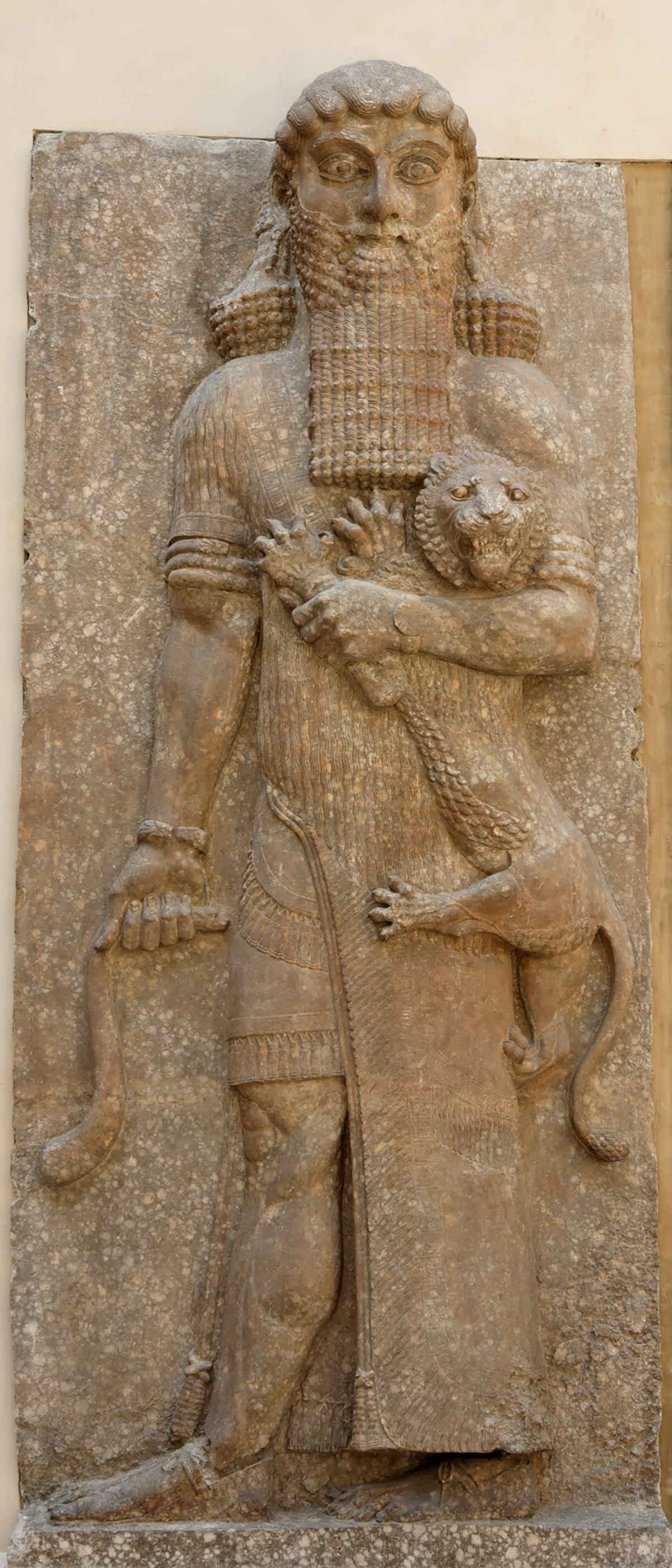
Figura de Guilgameix del palau de Sargon II (Museu del Louvre)

L'epopeia fou transcrita per al rei Assurbanipal de Nínive, el qual tractà de col·leccionar còpies de tots els documents escrits del món que li era conegut. A voltants de l'any 612 aC, Nínive fou destruïda per invasors. La ciutat restà perduda fins a l'any 1845, quan fou descoberta per l'explorador britànic Austen Henry Layard, prop de Mossul, a l'actual Iraq.
Del contingut de la biblioteca rei Assurbanipal, se'n conserva una petita fracció: 25.000 taules d'argila que contenen diferents tipus de documents, i que actualment formen part de la col·lecció del Museu Britànic. Les taules recuperades començaren a ser traduïdes a l'anglès per George Smith a partir del 1872. Més tard, l'any 1984, es traduí el poema amb la participació de l'escriptor John Gardner.
L'epopeia narra les aventures del rei Guilgameix d'Uruk, que hauria governat pels volts del 2500 aC. Fou escrit molt posteriorment al seu regnat, prenent com a base les tradicions orals i la mitologia sumèria. De les dotze taules de l'epopeia de Guilgameix, onze conformen el poema, probablement escrit vora la meitat del II mil·lenni aC, mentre que a l'última hi ha escrita una narració d'origen independent, que versa, també, sobre Guilgameix i que és més recent que les anteriors, datada cap a finals del I mil·lenni aC.

## Versió estàndard
El text sumeri original es coneix per la sèrie de tauletes trobades a Nippur i altres ciutats de la Baixa Mesopotàmia. L'epopeia de Gilgamesh es compon de 12 tauletes d'argila, amb les 11 primeres formant la narració principal i la 12a que es considera una incorporació posterior. Les tauletes varien de mida. Per exemple, la tauleta XI, coneguda com a "Tauleta del diluvi", mesura aproximadament 15,24 cm d'alçada, 13,33 cm d'amplada i 3,17 cm de gruix. Una altra tauleta, la tauleta VI, fa 13 cm d'alçada, 14 cm d'amplada i 2,54 cm de gruix.
La versió anomenada estàndard fou trobada a la biblioteca d'Assurbanipal. Aquesta versió està escrita en babilònic estàndard, un dialecte de la llengua accàdia que era emprat únicament amb fins literaris. Aquesta versió de l'Epopeia fou estandarditzada per un copista anomenat Xinleqiunini (Sîn-lēqi-unninni) entre el segle xiii aC i el segle xi aC, prenent com a base una versió més antiga que l'oficial. Aquest procés de complementació, mitjançant el canvi o afegidura de fragments, era força comú en l'època i l'Epopeia de Guilgameix no en fou una excepció.
La versió estàndard i l'accàdia prèvia es diferencien en la introducció. La versió més antiga comença amb les paraules «Sobrepassant tots els altres reis», mentre que la versió estàndard diu: «Ell que venia del profund» (ša nagbu amāru). La paraula accàdia nagbu, "profund", probablement fa referència a certs "misteris", en aquest cas. No obstant això, Andrew George considera que es refereix a algun coneixement específic amb què Guilgameix tornà de la seva reunió amb Uta-Napixtim (l'Atrahasis accadi); ell portà el coneixement al regne de Ea (l'Enki sumeri), el regne còsmic que és la font de la saviesa. En general, es considera que Guilgameix adquirí el coneixement de com s'havia d'adorar els déus, de per què era necessària la mort per als humans, de què fa que un rei sigui bo i de la veritable naturalesa de com viure una bona vida.
La taula número XI conté una narració del mite del diluvi. Aquest fragment fou copiat, en gran part, de l'èpica d'Atrahasis.
Així mateix, la taula XII és un apèndix del poema èpic, una seqüela de la XI que, probablement, fou afegida en data posterior, motiu pel qual fou omesa durant molts anys. El relat d'aquesta taula presenta la inconsistència narrativa de presentar Enkidu encara viu, i té poca relació amb la ben argumentada taula XI.
De fet, l'Epopeia té una estructura circular en la qual les línies inicials se citen en la taula XI per tal de donar, junt amb el final, la idea d'un cicle. La taula XII és, més aviat, una còpia d'un conte anterior en el qual Guilgameix envia Enkidu a recuperar alguns dels seus béns a l'inframon, Enkidu mor i retorna en forma d'esperit per a explicar al rei la naturalesa de l'inframon. Aquest esdeveniment sembla superflu, ja que en la taula número VII, Enkidu té un somni on se li revela com és l'inframon.

## Contingut narratiu

### Recerca de glòria
- Taula I. L'epopeia comença amb la presentació de Guilgameix d'Uruk, el rei més gran de la Terra, dues terceres parts de déu i una d'humà, el més fort Rei-déu que mai hagi existit. La introducció descriu la seva glòria i triomfs, així com els murs de totxo de la ciutat. Amb tot, la gent no és feliç, es queixen que Guilgameix és massa sever i que abusa del seu poder dormint amb les mullers abans que els seus esposos (dret de cuixa). La deessa, Ninhursag, deessa de la creació, dona vida a l'home semisalvatge Enkidu, qui comença a molestar els pastors. Un d'aquests es queixa a Guilgameix, qui envia a una dona anomenada Xamhat, una prostituta sagrada (anomenada nadītua sumèria o hieròdula a Grècia). El contacte amb Xamhat civilitza a Enkidu de tal forma que després de diverses nits Enkidu deixa d'ésser una bèstia més entre els animals. Paral·lelament, Guilgameix té estranys somnis, els quals seran interpretats per la seva mare, Ninsun, qui els explica argumentant que vindrà a Guilgameix un gran amic.

- Taula II. Enkidu i Xamhat surten de l'erm per a casar-se a Uruk. Guilgameix acudeix
- al festeig per tal de jeure amb Xamhat, però troba les seves intencions frustrades per Enkidu. Ambdós lluiten i, després d'una gran batalla, Guilgameix presenta a Enkidu a la seva mare i el fa part de la seva família, perquè aquest no en té de pròpia. Llavors Guilgameix proposa a Enkidu de viatjar al bosc per tal d'adquirir la glòria talant alguns arbres i matant al dimoni Humbaba, i malgrat les reticències inicials d'Enkidu, Guilgameix l'acaba convencent.

- Taula III. Guilgameix i Enkidu es preparen per a l'aventura. Guilgameix n'informa a la seva mare, la qual es queixa, amb tot demana ajuda al déu-sol Xamaix i dona consell a Enkidu.

- Taula IV. (Aquesta taula està mal conservada i el seu contingut és difícil de reconstruir) En el camí cap al bosc Guilgameix té cinc malsons. Enkidu els interpreta tots cinc com a bons presagis. Però quan arriben al bosc Enkidu torna a acovardir-se i Guilgameix ha d'animar-lo.

- Taula V. Els herois arriben, finalment, davant d'Humbaba, el guarda dels arbres, i el monstre comença a ofendre'ls. Aquest cop és Guilgameix qui està espantat, però després d'unes paraules de valentia d'Enkidu s'inicia la batalla, la còlera de la qual separa les muntanyes de Síria del Líban. Finalment Xamaix envia l'ajuda dels seus tretze vents als herois. Humbaba és vençut i prega a Guilgameix per salvar la vida. Guilgameix es compadeix d'ell, enfurismant a Enkidu qui li demana que el mati. Humbaba es torna cap a Enkidu tot demanant que convenci a Guilgameix de perdonar-li la vida. Enkidu, tanmateix, insisteix a Guilgameix, fet que provoca que Humbaba els maleeixi. Els herois talen un enorme arbre amb el qual Enkidu fa una gran porta per als déus i la deixa surant al riu.

- Taula VI. Guilgameix rebutja les insinuacions sexuals de la deessa de l'amor i de la guerra Ixtar perquè aquesta havia tingut altres amants anteriorment, com Dumuzi. Ixtar demana al seu pare, Anu, que enviï a Guilgameix el "Brau del cel" per tal de venjar el rebuig. Inicialment Anu refusa enviar el brau, però quan Ixtar amenaça d'aixecar als morts, Anu cedeix. El Brau del cel és una plaga per a les terres (aparentment la criatura té alguna relació amb la sequera). L'arribada del Brau fa desaparèixer l'aigua i la vegetació s'asseca. Guilgameix i Enkidu, aquest cop sense ajuda divina, derroten i maten la bèstia i ofereixen el cor d'aquesta a Xamaix. Quan senten el plor d'Ixtar, Enkidu separa el quart posterior del brau i li llença a la cara per tal d'esporuguir-la. La ciutat d'Uruk celebra la victòria.

### La Cerca de la immortalitat
- Taula VII. Enkidu té un malson en el qual els déus pensen que algú ha d'ésser castigat per la mort del "Brau del cel" i de "Humbaba", decidint que el càstig recaurà sobre Enkidu. Aquest va contra els desitjos de Xamaix. Enkidu ho explica a Guilgameix tot maleint la porta que feu per als déus. Guilgameix consternat va al temple a resar a Xamaix per la salut del seu amic. Enkidu comença a lamentar-se de Xamhat perquè ara es penedeix del dia en què es convertí en humà. Xamaix parla als herois des del cel i els fa veure com és d'injust el raonament d'Enkidu, i els comunica que Guilgameix es convertirà en una ombra d'allò que havia estat a causa de la mort del seu amic. Enkidu es retracta d'allò que digué i beneeix a Xamhat. No obstant això, emmalalteix cada cop més i moribund ens descriu l'inframon.

- Taula VIII. Guilgameix es lamenta per Enkidu i ofereix presents als déus perquè caminin al costat del seu amic en el més enllà.

- Taula IX. Guilgameix procura evitar el destí d'Enkidu i emprèn un perillós viatge per tal de visitar a Uta-Napixtim i la seva muller, els únics humans que varen sobreviure a "la gran inundació (el diluvi) i als quals els déus els concediren la immortalitat, amb l'esperança de poder obtenir-la també. En el transcurs del camí Guilgameix ha de travessar les dues muntanyes des d'on el Sol s'alça, les quals són custodiades per dues figures d'home escorpí, els quals permeten el pas de Guilgameix. La travessia de Guilgameix segueix per la foscor per on viatja el Sol cada nit i, just abans que el Sol se'l trobi, arriba al final. La terra que es troba al final del túnel és un lloc meravellós, ple d'arbres les fulles dels quals són joies.

- Taula X. Guilgameix es troba amb Siduri, la tavernera, la qual el confon amb un assassí a causa del seu aspecte, Guilgameix li explica el propòsit del seu viatge. Siduri intenta dissuadir a Guilgameix, davant la negativa d'aquest a deixar el seu camí, Siduri el remet al barquer Urshanabi, per tal que l'ajudi a creuar el mar cap a Uta-Napixtim. Quan Guilgameix es troba amb Urshanabi el veu rodejat d'uns gegants de pedra. Guilgameix els pren per hostils i els mata. Quan Guilgameix explica la història a Urshanabi i li demana ajuda, li diuen que justament ha matat a les úniques criatures capaces de creuar les Aigües de la Mort. Aquestes aigües no poden ser tocades, Urshanabi li diu que construeixi 120 perxes de 30 metres, d'aquesta manera emprarien cada un d'elles un sol cop i podrien arribar fins a Dilmun, l'illa on viu Uta-Napixtim. Finalment l'heroi arriba al destí, Guilgameix li explica l'ocorregut i li demana ajuda, però Uta-Napixtim reprèn a Guilgameix tot explicant-li que combatre el destí dels humans és inútil i que arruïna l'alegria de viure.

- Taula XI (del diluvi). Guilgameix argumenta a Uta-Napixtim que ell no és diferent i li pregunta per la seva història, i per què ell té un destí diferent. Uta-Napixtim li relata la "gran inundació (dit relat és un compendi de la història d'Atrahasis, exceptuant les plagues enviades pels déus). Uta-Napixtim, reticent, ofereix a Guilgameix una opció per tal d'obtenir la immortalitat, tot qüestionant-se per què els deus haurien d'atorgar a Guilgameix el mateix honor que a ell, l'heroi de la inundació. Uta-Napixtim repta a Guilgamesh a restar despert durant sis dies i set nits per tal d'aconseguir la immortalitat. Just quan acaba de llançar el seu repte, Guilgameix cau en un profund son, Uta-Napixtim es burla de Guilgameix davant la seva dona i li diu a aquesta que fornegi un pa per cada dia que Guilgamesh dormi, per tal que, quan Guilgameix desperti, aquest no pugui negar l'evidència. Guilgameix, després de sis dies i set nits, es desperta descobrint el seu fracàs. Uta-Napixtim envia Guilgameix de retorn cap a Uruk, junt amb Urshanabi, al qual exilia de l'illa. En el moment de la marxa l'esposa d'Uta-Napixtim li demana a aquest que tingui compassió de l'heroi, tot argüint el llarg viatge fet per Guilgameix. Llavors Uta-Napixtim menciona a Guilgameix l'existència d'una planta que el farà jove de nou. Guilgameix obté la planta, tot lligant-se roques als peus, per tal de poder caminar pel fons marí. Desconfiant dels seus efectes planeja provar-los en un home vell, quan retorni a Uruk. Malauradament, l'heroi, deixa la planta a la vora d'un llac mentre es banya, en aquest moment una serp es menja la planta, fet que fa que aquesta perdi la seva pell i "reneix". Guilgameix plora el fet d'haver perdut les dues oportunitats davant d'Urshanabi, pren el camí de tornada vers Uruk. En contemplar els grans murs de la seva ciutat Guilgameix elogia el treball durador.

- Taula XII. (El contingut d'aquesta no es connecta bé amb les taules anteriors i sembla haver estat un afegit posterior). Guilgameix es dol davant d'Enkidu de què el seu joc ha caigut a l'inframon i Enkidu s'ofereix a retornar-li. Encantat, Guilgameix explica a Enkidu el que s'ha de fer, i el que no, per tal de poder tornar de l'inframon. Enkidu oblida els consells i fa tot el que s'ha dit que no s'ha de fer quedant atrapat a l'inframon. Guilgameix demana als déus que li retornin al seu amic. Enlil i Sin no es dignen a respondre'l, però Enki i Xamaix decideixen ajudar-lo. Xamaix fa un forat a terra, del qual en surt Enkidu. La taula acaba amb Guilgameix preguntant a Enkidu sobre el que ha vist a l'inframon. En la narració no queda clar si Enkidu reapareix en la història com un esperit o si retorna a la vida.

## Versió en babilònic antic
Totes les tauletes, excepte la segona i tercera, provenen de diferents originals, per tant, la síntesi argumental es fa amb base en diferents versions. Per aquesta varietat de fonts es troben diversos narradors: predomina el punt de vista de Guilgameix, però la història comença amb un narrador omniscient i inclou parlaments i relats incrustats d'altres personatges.
- Taula I. Tauleta perduda.
- Taula II. Guilgameix li explica a la seva mare Ninsun dos malsons que va tenir. Ella li explica que poden significar que vindrà un amic a Uruk. Mentrestant Enkidu i la seva dona (aquí anomenada Xamxatum) es dediquen a fer l'amor. Ella el civilitza també mitjançant l'oferiment de menjar humà. Enkidu ajuda als pastors a tenir cura de les ovelles. Viatgen a Uruk per casar-se, però Guilgameix reclama el privilegi de dormir amb Xamxatum abans. Enkidu i Guilgameix combaten fins que Guilgameix abandona la baralla. Enkidu lloa Guilgameix com a persona especial.
- Taula III. La taula està trencada, però sembla que Guilgameix ha proposat anar al bosc dels cirerers per tallar arbres i matar Humber. Enkidu protesta perquè coneix Humber i és conscient del seu poder. Guilgameix tracta de donar valor a Enkidu amb paraules valeroses. Comença la preparació del viatge i criden a la gent gran. Ells protesten també, però després d'escoltar a Guilgameix els desitgen sort.
- Taula IV. 1 (?) Tauleta perduda.
- Taula V. Els fragments de tauletes de dues versions diferents narren com Enkidu anima Guilgameix per matar Humber. Quan Guilgameix ho fa, tallen arbres i troben la casa de Annunaki. Enkidu fa una porta de fusta per Enlil i la deixa surar sobre l'Eufrates.
- Taula VI. Tauletes perdudes.
- Taula VII. Guilgameix discuteix amb Xamaix la inutilitat de la prova. La taula està danyada, després apareix Guilgameix parlant amb Siduri sobre la prova i sobre el seu viatge per veure Ut-Napishtim (aquí anomenat Uta-na'ishtim). Siduri l'interroga sobre els seus propòsits. Un altre lloc en el text. Guilgameix ha destruït les criatures de pedra i parla amb Urshanabi (aquí Sud-sunabu). Després d'una breu discussió Sud-sunabu li indica a Guilgameix que talli 3.000 rems per creuar les aigües sense les criatures de pedra. La resta de la taula està danyada.
- Taula VIII. Tauleta perduda.

## Temes
Guilgameix és un personatge dels anomenats rodons perquè evoluciona al llarg de la narració. Primerament busca el poder a qualsevol preu, vol satisfer els seus desitjos de manera egoista, sense tenir en compte cap límit, ni moral ni els propis de ser home. Peca per tant d'hibris i per això és castigat, un tema clàssic en les literatures antigues. Posteriorment, a partir de la mort d'Enkidu, busca la immortalitat, com fan els guerrers i cavallers a través de les seves gestes (les primeres aventures buscaven la fama). Però en el seu viatge iniciàtic acaba aprenent la inutilitat d'aquesta recerca, car és consubstancial a l'ésser humà ser mortal. Assumir aquesta realitat el faculta per ser un bon rei (cal remarcar que el protagonista d'aquest poema té una base històrica en un monarca existent).
També s'ha interpretat que Guilgameix és com el sol, que recorre els dotze signes astrològics o els dotze mesos de l'any (hi ha 12 tauletes o parts) i que, com l'astre, té un moment d'ascens i brillantor per acabar decaient. És precisament al déu del sol Xamaix a qui invoca la seva mare abans de beneir la partença dels herois. Representaria la força de la llum contra Enkidu, que seria el representant de la foscor, en el dualisme oriental característic. Enkidu neix del fang, com passarà en altres mites de creació, com el bíblic, on els déus modelen l'home a partir de materials terrenals. Aquesta dualitat serà explorada en altres parelles de la literatura posterior; també apareix en el mateix protagonista, ja que el rei té una part divina i una altra humana.
L'amistat que uneix els dos homes els transforma: Enkidu assoleix la civilització i Guilgameix suavitza el seu temperament. Les dones, en canvi, ocupen un lloc subordinat a la trama, malgrat la importància de la deessa de l'amor com a símbol d'ordre mundial. Es lliguen sempre al sexe, com la prostituta que inicia Enkidu o les víctimes de violació que fan desfermar la còlera divina.
Els somnis anticipatoris i les interpretacions que en fan en despertar juguen un important paper perquè la trama avanci. Aquesta importància dels somnis és present a moltes altres històries d'àmbit oriental.
L'oposició de la humanitat i la natura és un tema recurrent: Guilgameix respecte Enkidu (provinent del món natural), Humbaba (guardià del Bosc de Cedres), els éssers escorpí (guardians de la porta que protegeix el sol) i Siduri (el vinater dels déus que protegeix a ell mateix i a les vinyes de Guilgameix). El tema de l'oposició de la humanitat i la natura, concretament els boscos, s'ha interpretat que té relació amb l'alt valor de la fusta extreta dels cedres de l'actual Líban per als sumeris, a causa de la tala de boscos per l'expansió de l'agricultura.

## Llegat

### Influència en altres poemes èpics
L'estructura del poema segueix aproximadament els estadis del monomite o el camí de l'heroi, un seguit d'etapes d'un viatge que és alhora físic i interior i que reapareixerà en tots els poemes de l'èpica posterior.
Segons l'investigador grec Ioannis Kordatos, hi ha un gran nombre de versos paral·lels, així com episodis i temes que indiquen una influència important del Poema de Guilgameix a L'Odissea d'Homer. L'enuig dels déus dificulta el desenvolupament de les aventures del protagonista, castigat per una ofensa a Ixtar. Altres divinitats, però, l'ajuden i el guien, com faran amb Odisseu.
La primera aventura de la parella protagonista és matar un monstre que habita en un bosc, el dimoni Humbaba del bosc de cedres. El monstre com a prova de valor apareixerà en diverses epopeies i en les novel·les de cavalleries que en són les hereves, on el monstre es transformarà sovint en un drac. El bosc com a lloc de prova serà una constant en els contes de fades, la versió popular d'aquestes gestes.

### Relació amb la Bíblia
La influència d'aquest poema en alguns dels capítols de la Bíblia (bona part de la qual, no ha d'oblidar-se, es redacta en època de la captivitat dels jueus a Babilònia, al voltant del segle vi aC) és més que notable, com d'altra banda ho va ser en general tot el que van aprendre i van descobrir en aquell temps (la Torre de Babel, la meretriu de Babilònia i tantes referències relacionades).
Dos són els elements més clarament copiats pel cànon hebreu del poema sumeri de Guilgameix. Un és el mite del Diluvi Universal al qual va escapar un elegit pels déus, antecedent clar de la història de l'Arca de Noè que apareix a la Bíblia. Utnapishtim crea un vaixell per sobreviure a l'intent diví d'eliminar la raça humana i hi fica exemplars de les diferents espècies per repoblar la Terra més endavant. Per comprovar que les aigües estaven baixant, envia un colom i un corb per veure si poden trobar terra ferma. Una diferència important és que Utnapishtim i la seva dona són convertits en déus per la seva gesta, fet que no apareix en la història de Noè malgrat la seva llarga vida.
L'altre tema gens menyspreable és el fet que una flor que hagués pogut atorgar la joventut (es discuteix si la vida eterna o només la joventut) li és "robada" a la humanitat, meitat per la inconsciència de l'home, meitat per la intervenció d'una serp, el que guarda un paral·lelisme clar amb l'episodi d'Adam, Eva i la serp del Gènesi. La descoberta de la sexualitat o pèrdua de la innocència dels habitants de l'Edèn s'assembla a la iniciació d'Enkidu per una prostituta: en ambdós casos ja no hi ha marxa enrere i es perd l'anterior connexió íntima amb la natura. Un símbol d'aquest pas en les dues històries és la cerca de roba per cobrir-se.
Atès que el mite de Guilgameix té una antiguitat mínima (probablement major sent aquesta la data de compilació a l'accadi) situada com a mínim el 1300 aC pot fer pensar que els relats de la Bíblia són inspirats en aquest mite i no el contrari. No obstant això, en alguna informació l'escriptura del llibre del Gènesi pot situar-se vers el segle xv aC, en el qual cas tant el paradís com el diluvi Bíblics precedirien el poema de Guilgameix. En definitiva, el que existeix és una gran concordança en els dos escrits, el que indica que tant el diluvi i la pèrdua de la vida eterna per la desobediència de l'home eren relats ben coneguts per les cultures de l'Orient Mitjà.
La descripció física d'Enkidu podria haver inspirat la d'Esaú, ambdós homes són peluts i amb necessitats primàries acusades (menjar, desig sexual...). El paper de l'aigua en els diversos renaixements de l'heroi es poden veure com un precedent del bateig cristià.
Guilgameix es menciona als Manuscrits de la mar Morta i és la font probable d'un dels contes de Les mil i una nits, concretament el relat de Buluqiya, el qual parteix a la recerca de la immortalitat. De fet la majoria d'aventurers que busquen la vida eterna copien parts d'aquesta història.

### Literatura contemporània
- Guilgameix és l'heroi de la novel·la Fins que les portes de la vida (1990) de Robert Silverberg. En aquesta història, avorrit a l'infern, Guilgameix es decideix a trobar la porta del món vivent. Aquesta novel·la és la continuació de Rei Guilgameix d'Uruk (1989), que incorpora els elements clau de l'epopeia.
- Guilgameix és també el personatge central dels còmics del mateix nom, de Gwen de Bonneval i Frantz Duchazeau (n'han aparegut dos volums: El tirà i El savi).
- Apareix com un personatge secundari a Le Labyrinthe magique (1980), quart volum del Fleuve de l'éternité, una novel·la de ciència-ficció escrita per Philip José Farmer.
- Guilgameix és un heroi de l'Univers Marvel membre dels Eterns.
- És també un dels principals custodis de les ànimes manga Fate Stay Night. Referència directa a la història real com les ànimes guardianes del manga són els dels herois reals (Rei Artur, Joana d'Arc, etc.).
- Gilgamesh és el títol d'un llarg poema d'Anne-Marie Beeckman, publicat per Pierre Mainard el desembre de 2008. L'autora incorpora diversos episodis de la llegenda a l'iris del prisma de la seva veu lírica singular.
- Es menciona a la Bartiméus Trilogy per Jonathan Stroud.